# Sleufsilo

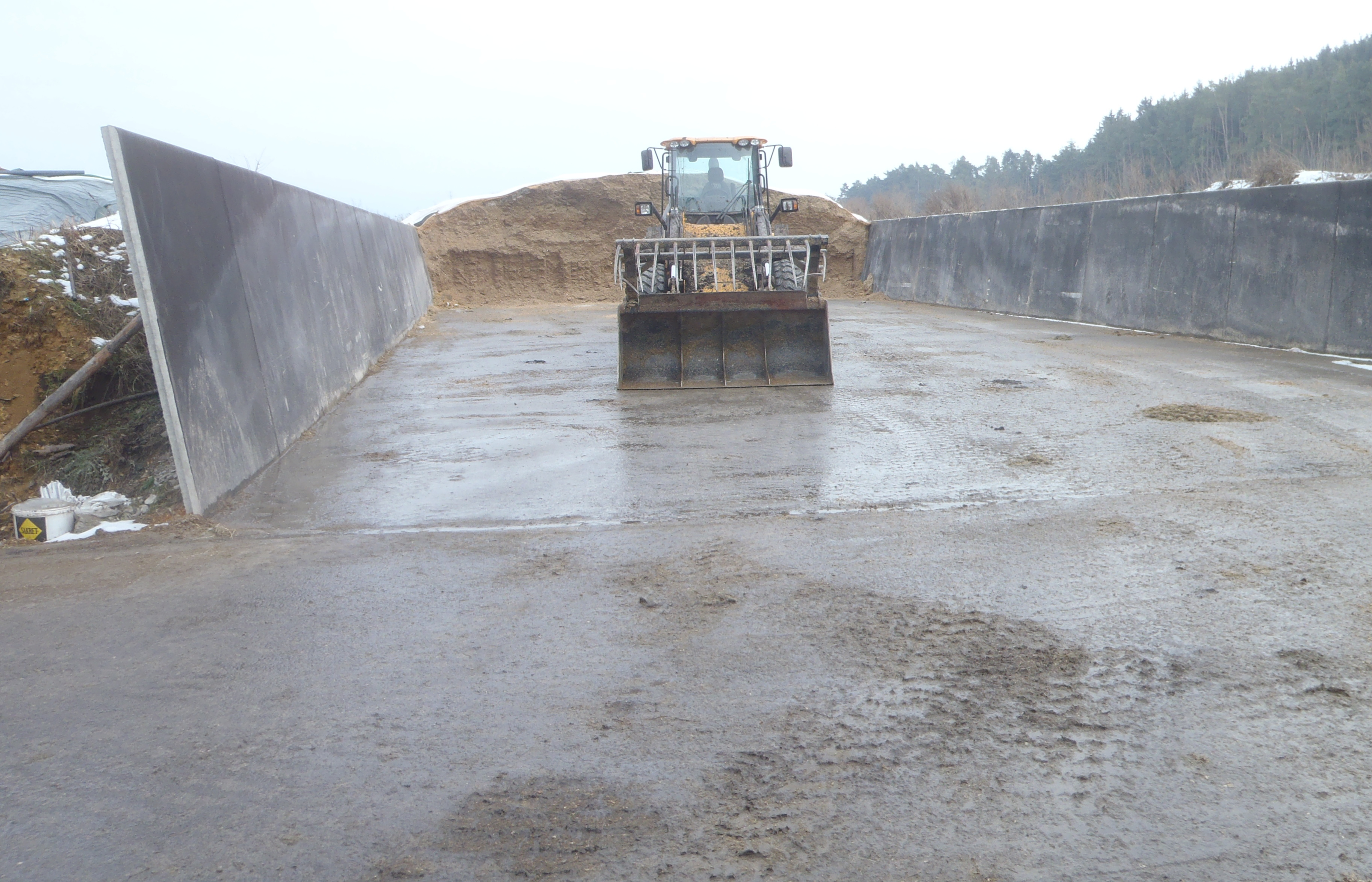
Sleufsilo

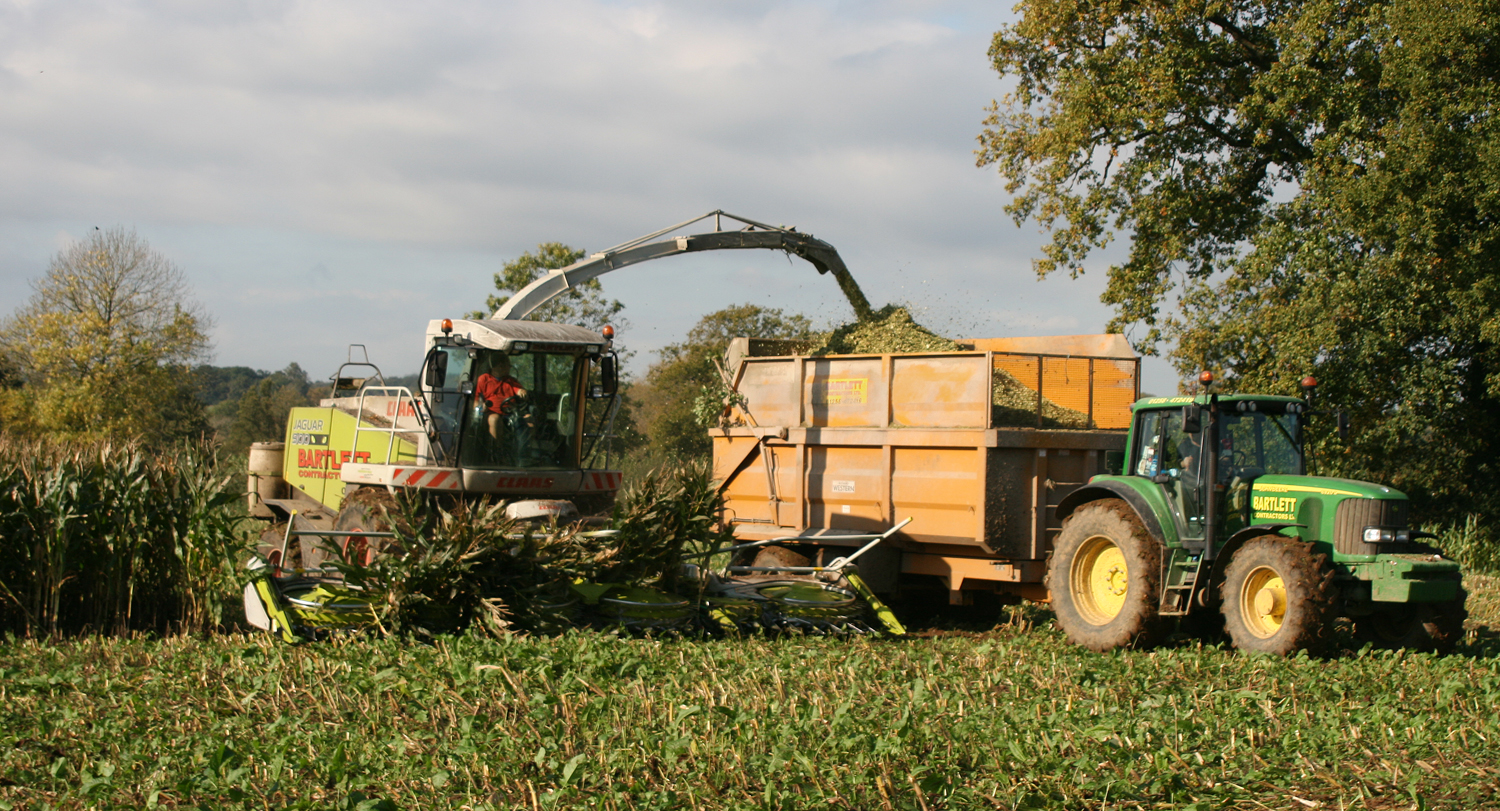
Bulkwagen

Een sleufsilo is een verharde constructie met wanden en een afdeksysteem waarin producten horizontaal opgeslagen kunnen worden. Sleufsilo's worden gebruikt voor de opslag van onder andere kuilgras, snijmais, bieten, bijproducten, compost en mest. Op plaatsen waar horizontale opslag lastig is, zoals bijvoorbeeld in de bergen, worden veelal (verticale) silo's gebruikt. Het gebruik van sleufsilo's, in plaats van onverharde opslagplaatsen, zorgt voor minder voederverlies (bij inkuilen en uithalen) en voorkomt verontreiniging met de grond. Daarnaast is het voer, in tegenstelling tot een rijenkuil, gemakkelijker en veiliger tot grotere hoogte te stapelen.

## Constructie
Een sleufsilo bestaat uit een verharde vloer met wanden. Door de zuurgraad van kuilvoer wordt de constructie behoorlijk aangetast. Daarom is het aan te raden om zeker eens in de 2 jaar de silo te reinigen en te behandelen met silolak. 

### Vloer
Er kunnen verschillende materialen als ondervloer gebruikt worden zoals gestort beton, betonelementen, asfalt of  tegels/klinkers (komt weinig voor). Voor de vloer bij de wanden is gewapend beton vereist . 

### Wanden
De wanden moeten bestand zijn tegen een grote zijdelingse druk en zijn daarom gemaakt van gewapend beton. De wanden zijn iets rond afgewerkt, omdat scherpe randen afdekfolie gemakkelijk kunnen beschadigen . De wanden hebben een hoogte tussen 75 cm en 2,5 m. Wanneer de wanden hoger zijn dan 2 m is een vergunning vereist. Aan de lengte zitten geen wettelijke beperkingen, de beperkende factor daarvoor is de voersnelheid. Voor wanden wordt er vaak onderscheid gemaakt tussen L, T en U vormige wanden . In sommige gevallen (zoals bij een L-vormige want zonder grondwal) kan er gekozen worden om de wand in een helling te plaatsen. 

#### L-vormige wand
Dit type wand is met name geschikt voor belasting aan een kant, ook wel enkelkerende belasting. Van de L-vormige wanden zijn in twee soorten te krijgen, met hak en zonder hak. De hak creëert stabiliteit waardoor een hogere belasting mogelijk is. De L-wand zonder hak worden in veel gevallen toegepast met een grondwal om voldoende stabiliteit en tegendruk te garanderen. 

#### U-vormige wand
Dit type wand is geschikt voor belasting aan beide kanten, ook wel dubbelkerende belasting. De U silowanden dienen voor circa 60 procent opgevuld te worden met grond of een vergelijkbare grondstof voor het opvangen van de belasting.

#### T-vormige wand
Eigenlijk twee L-vormige wanden tegen elkaar aan geplaatst waardoor ze geschikt zijn voor dubbelkerende belasting. 

### Achterwand
Wordt soms gebruikt ter afsluiting. Voordeel van een sleufsilo zonder achterwand is dat zowel de voor- als achterkant gebruikt kunnen worden om uit te rijden. 

## Gebruik
De sleufsilo wordt gevuld met een opraapwagen (gras) of een kipper (snijmaïs) en vast gereden met een tractor, verreiker of shovel. Vervolgens wordt de bovenkant luchtdicht afgedekt met plastic folie. De plastic folie wordt verzwaard met grond of met autobanden. Het leeghalen van een sleufsilo gebeurt met een op een tractor gemonteerde kuilvoersnijder.

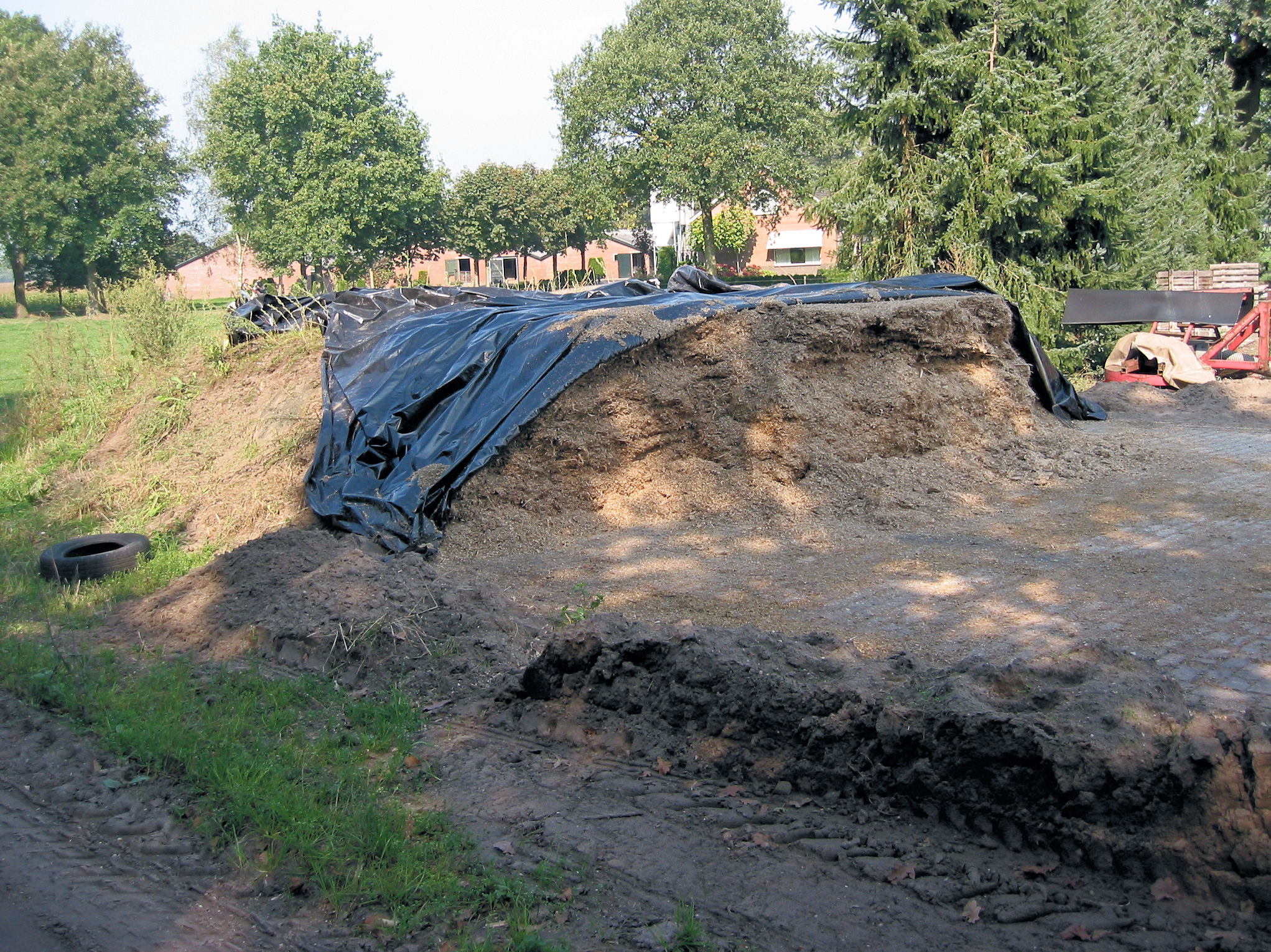
Snijmaiskuil